# Čúiči Hara
Čúiči Hara (15. března 1889 – 17. února 1964) byl admirál Japonského císařského námořnictva během druhé světové války. Vzhledem k jeho váze a výšce mu jeho přáteli bylo přezdíváno „King Kong“. Byl velitelem 3. divize leteckého loďstva bitvy u Pearl Harbor.